# Port lotniczy Kiunga
Port lotniczy Kiunga (IATA: UNG, ICAO: AYKI) – port lotniczy zlokalizowany w mieście Kiunga, w Papui-Nowej Gwinei.